# MiG-29 Fulcrum (trò chơi điện tử 1990)
MiG-29 Fulcrum là trò chơi điện tử thuộc thể loại mô phỏng máy bay chiến đấu do hãng Domark phát hành trên các hệ máy Acorn Archimedes, Amiga, Atari ST và MS-DOS trên PC. Năm 1991, một phiên bản nâng cao được phát hành với tên gọi MiG-29M Super Fulcrum.

## Tổng quan
Người chơi lái chiếc Mikoyan MiG-29 thực hiện các nhiệm vụ solo chống lại một loạt các kẻ thù trên khắp thế giới. Có sáu nhiệm vụ trong game bao gồm: 
1. Huấn luyện cơ bản
2. Trinh sát Bắc Cực
3. Chiến đấu trên Vạn Lý Trường Thành của Trung Quốc
4. Tấn công nhà máy lọc dầu
5. Tấn công chống khủng bố
6. Tấn công nhà máy hạt nhân

MiG-29 được trang bị tên lửa không đối không AA-8 Aphid, tên lửa không đối đất AS-7 Kerry, tên lửa S-240, cũng như một khẩu pháo. Kẻ địch bao gồm SAM, Harrier, Shenyang F-7, Mirage 2000 và một số MiG-29 khác.